# بريان يوزنا
بريان يوزنا (بالإنجليزية: Brian Yuzna)‏ هو منتج وكاتب ومخرج فلبيني من مواليد 30 أغسطس 1949. اشتهر بإخراجه لفيلم عروس إعادة التنشيط ووراء إعادة التنشيط. وهو معروف بشكل كبير كمنتج بعد انتاجه لفيلم إعادة التنشيط.

## الحياة الشخصية
ولد يوزنا في الفلبين وترعرع في نيكاراغوا في بورتو ريكو, و بنما,قبل ان ينتقل إلى الولايات المتحدة في الستينيات من القرن الماضي.تزوج فيما بعد من كاثي يوزنا و حظي ب 4 أطفال منها.

## روابط خارجية
- بريان يوزنا على موقع IMDb (الإنجليزية)
- بريان يوزنا على موقع ألو سيني (الفرنسية)
- بريان يوزنا على موقع أول موفي (الإنجليزية)
- بريان يوزنا على موقع قاعدة بيانات الأفلام السويدية (السويدية)
- بريان يوزنا على موقع قاعدة بيانات الفيلم (الإنجليزية)
- بريان يوزنا على موقع كينوبويسك (الروسية)